# Neomuscina
Neomuscina är ett släkte av tvåvingar. Neomuscina ingår i familjen husflugor.

## Dottertaxa tillNeomuscina, i alfabetisk ordning[1]
- Neomuscina apicata
- Neomuscina atincta
- Neomuscina atincticosta
- Neomuscina capalta
- Neomuscina dorsipuncta
- Neomuscina douradensis
- Neomuscina farri
- Neomuscina goianensis
- Neomuscina inflexa
- Neomuscina instabilis
- Neomuscina macrops
- Neomuscina mediana
- Neomuscina mexicana
- Neomuscina mimosa
- Neomuscina neosimilis
- Neomuscina nigricosta
- Neomuscina nudinervis
- Neomuscina nudistigma
- Neomuscina paramediana
- Neomuscina parilis
- Neomuscina pictipennis
- Neomuscina ponti
- Neomuscina praetaseta
- Neomuscina rufoscutella
- Neomuscina sanespra
- Neomuscina schadei
- Neomuscina similata
- Neomuscina stabilis
- Neomuscina tauota
- Neomuscina tinctinervis
- Neomuscina transporta
- Neomuscina tripunctata
- Neomuscina triseta
- Neomuscina vecta
- Neomuscina vitoriae
- Neomuscina zosteris